# 댄싱 머신
《댄싱 머신》(Dancing Machine)은 스페인에서 제작된 질스 비허 감독의 1990년 스릴러 영화이다. 알랭 들롱 등이 주연으로 출연하였고 질스 비허 등이 제작에 참여하였다.
프랑스에서의 입장객 수는 583,101명으로 기록되었다.

## 출연

### 주연
- 알랭 들롱
- 클로드 브라소

### 조연
- 에타인 쉬코
- 패트릭 듀폰드
- 마리나 사우라